# Ituna lamirus
Ituna lamirus är en fjärilsart som beskrevs av Pierre André Latreille 1817. Ituna lamirus ingår i släktet Ituna och familjen praktfjärilar. Inga underarter finns listade i Catalogue of Life.